# 比亚科沃农村居民点
比亚科沃农村居民点（俄语：Бяковское сельское поселение）是俄罗斯联邦布良斯克州纳夫利亚区所属的一个农村居民点。其下辖有4个居民点，行政中心为比亚科沃。据2015年统计，该农村居民点的人口为815人。